# Денно
Денно (итал. Denno) — коммуна в Италии, располагается в области Трентино-Альто-Адидже, в провинции Тренто.
Население составляет 1211 человек (2021 г.), плотность населения составляет 118 чел./км². Занимает площадь 10 км². Почтовый индекс — 38010. Телефонный код — 0461.
Покровителями коммуны почитаются святые Гервасий и Протасий, празднование 18 июня.

## Население
Динамика населения:

## Администрация коммуны
- Официальный сайт: https://web.archive.org/web/20051214233326/http://www.comune.denno.tn.it/home.asp